# Ольбрахтовиці
Ольбрахтовиці (пол. Olbrachtowice, нім. Albrechtsdorf) — село в Польщі, у гміні Собутка Вроцлавського повіту Нижньосілезького воєводства.
Населення — 196 осіб (2011).

## Демографія
Демографічна структура станом на 31 березня 2011 року:
|          | Загалом | Допрацездатний вік | Працездатний вік | Постпрацездатний вік |
| -------- | ------- | ------------------ | ---------------- | -------------------- |
| Чоловіки | 102     | 16                 | 76               | 10                   |
| Жінки    | 94      | 19                 | 51               | 24                   |
| Разом    | 196     | 35                 | 127              | 34                   |